# 살레시오중학교
살레시오중학교(살레시오中學校)는 대한민국 광주광역시 북구 일곡동에 있는 사립 중학교이다.

## 학교 연혁
- 1951년 : 한국전쟁 중 군종 신부로 종군 중 전사한 고 J.Kapaun (1916-1951.5.23) 신부의 기념 사업으로 광주에 중.고등학교를 설립키로 미국 군종신부단 발의
- 1953년 : 가톨릭 광주 대교구장 H.헨리 대주교가 살레시오회 초청
- 1956년 2월 : 광주시 중흥동에 3층 교사 연 816평 준공
- 1956년 4월 : 재단법인 사레지오회 및 중학교 12학급 인가
- 1959년 3월 : 사레지오고등학교 설립, 초대 교장 마신부(Archimede Martelli)
- 1970년 3월 : 중, 고 분리. 초대 교장으로 Robert Falk(노숭피) 신부 취임
- 1976년 2월 : 중학교 폐교(졸업생 4,215명 배출)
- 1992년 9월 : 중학교 4학급 설립 인가
- 1993년 3월 : 사레지오중학교 재개교(인가 12학급)
- 1996년 3월 : 살레시오중학교로 교명 변경
- 2024년 12월 : 제48회 졸업 (졸업생 141명) (조기졸업 1명)

## 참고 자료
- 살레시오중학교 - 한국교육학술정보원 학교알리미